# Hoesawon
Hoesawon é um filme produzido na Coreia do Sul e lançado em 2012, sob a direção de Im Sang-yoon.